# Milk
Milk er en amerikansk, biografisk dramafilm fra 2008, instrueret af Gus Van Sant og baseret på politikeren og aktivisten Harvey Milks liv og kamp for homoseksuelles rettigheder. 

## Medvirkende
- Sean Penn
- Emile Hirsch
- Josh Brolin
- Diego Luna
- James Franco
- Alison Pill
- Victor Garber
- Denis O'Hare
- Joseph Michael Cross
- Stephen Spinella
- Lucas Grabeel
- Jeff Koons
- Ashlee Temple
- Wendy Tremont King
- Kelvin Han Yee

## Priser og nomineringer
Milk blev nomineret til otte Oscars i 2009, bl.a. for bedste film. Sean Penn vandt sin anden Oscar for bedste mandlige hovedrolle og Dustin Lance Black vandt en Oscar for bedste originale manuskript.

## Eksterne links
- Milk på Internet Movie Database (engelsk)
- Milk på Filmdatabasen
- Milk på Scope
- Milk på AlloCiné (fransk)
- Milk på MovieMeter (nederlandsk)
- Milk på AllMovie (engelsk)
- Milks profil hos Encyclopædia Britannica Online (engelsk)
- Milk på Turner Classic Movies (engelsk)
- Milk på The Movie Database (engelsk)
- Milk på Rotten Tomatoes (engelsk)
- Milk på Box Office Mojo